# Diode électroluminescente
« Led » redirige ici. Pour les autres significations, voir LED.

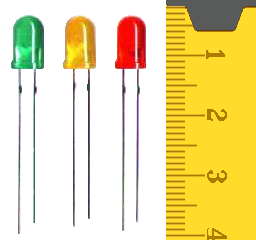
Diodes de différentes couleurs.

Symbole de la diode électroluminescente.

Une diode électroluminescente (abrégé en DEL en français, ou LED, de l'anglais : light-emitting diode) est un dispositif opto-électronique fait de matériau semi-conducteur, capable d'émettre de la lumière lorsqu'il est parcouru par un courant électrique. Une diode électroluminescente ne laisse passer le courant électrique que dans un seul sens et produit un rayonnement monochromatique ou polychromatique non cohérent par conversion d'énergie électrique lorsqu'un courant la traverse.
Les premières LED commercialisées dès les années 1960 ont produit de la lumière infrarouge, rouge, puis verte et jaune,. Leur usage commercial restait limité à des applications de télécommande et d'indications lumineuses. L'arrivée de la LED bleue puis blanche, associée aux progrès techniques et d'assemblage, a permis aux lampes d'émettre dans une bande de longueurs d'onde plus large, correspondant au spectre visible, et même au-delà. De nombreux appareils sont aujourd'hui munis de LED composites (trois LED réunies en un composant : rouge, vert et bleu) permettant d'afficher de très nombreuses couleurs.
En raison de nombreux avantages, les lampes LED remplacent d'autres types de lampes. Elles sont aussi utilisées dans la construction des écrans : pour le rétroéclairage des écrans à cristaux liquides ou comme source d'illumination principale dans les écrans à OLED, ces dernières étant des LED où le semi-conducteur est un composé organique.

## Histoire
La première émission de lumière par un semi-conducteur date de 1907 et est découverte par Henry Round, ingénieur chez Marconi. En 1927, le russe Oleg Lossev dépose le premier brevet de ce qui sera appelé plus tard une diode électroluminescente, mais les applications peinent à émerger, le carbure de silicium alors utilisé comme semi-conducteur ayant de piètres propriétés électroluminescentes.
La découverte de l'émission infrarouge à basse température de l'arséniure de gallium et d'autres semi-conducteurs III-V par Rubin Braunstein en 1955 à la RCA à Princeton permet d'envisager de prometteurs développements. Nick Holonyak Jr. et S. Bevacqua créent la première LED rouge en 1962. Durant quelques années, les chercheurs se limitent à quelques couleurs telles que le rouge (1962), le jaune, le vert et plus tard le bleu (1972),.
Dans les années 1990, les recherches, entre autres, de Shuji Nakamura et Takashi Mukai de Nichia, dans la technologie des semi-conducteurs InGaN permettent la création de LED bleues de forte luminosité, ensuite adaptées en LED blanches, par adjonction d'un luminophore jaune. Cette avancée permet de nouvelles applications majeures telles que l'éclairage et le rétroéclairage des écrans de téléviseurs et des écrans à cristaux liquides. Le 7 octobre 2014, Shuji Nakamura, Isamu Akasaki et Hiroshi Amano reçoivent le prix Nobel de physique pour leurs travaux sur les LED bleues.

### Essor des LED
En 2007, Audi et Lexus bénéficient de dérogations de la Commission européenne pour commercialiser des modèles munis de feux avant à LED. En 2009, la Ferrari 458 Italia innove elle aussi avec des phares à LED. En 2020, la majorité des automobiles avec un niveau d'équipement élevé bénéficient de feux de route à LED désormais bien plus performants que les éclairages à lampe à incandescence halogène.
Plusieurs villes remplacent leur éclairage public par des LED dans le but de diminuer leur facture d'électricité et la pollution lumineuse du ciel (éclairage dirigé vers le bas). Le recours aux LED est aussi courant dans les feux tricolores. L'exemple de Grenoble est le plus souvent cité : la ville a réalisé son retour sur investissement en trois ans seulement. En effet, les LED permettent des économies d'énergie, mais ce sont surtout les coûts de maintenance qui baissent, du fait de leur robustesse.
En 2010, la Régie autonome des transports parisiens (RATP) expérimente l'éclairage des espaces du métro parisien, notamment à la station Censier-Daubenton première station de métro entièrement éclairée par cette technologie. En 2012 estimant le produit mature la RATP décide de modifier la totalité de son éclairage vers la technologie LED. ce sont plus de 250 000 luminaires qui seront modifiés, faisant ainsi du métro parisien le premier réseau de transport en commun d'envergure à adopter le « tout LED ». Le remplacement des éclairages est finalisé en 2016.

## Économie
Le développement de la technologie des LED suit une loi analogue à la loi de Moore, appelée loi de Haitz (en), du nom de Roland Haitz d'Agilent Technologies, et qui prévoit que les performances des LED doublent tous les trois ans, pour des prix divisés par dix tous les dix ans.
L'intérêt des lampes à LED en matière de consommation électrique, de durée de vie et de sécurité électrique s'est rapidement confirmé pour l'automobile (dans l'habitacle et pour les phares et clignotants, où les LED se montrent plus performantes que les sources xénon ou halogène), l'éclairage urbain, l'éclairage d'infrastructures, les usages dans la marine et l'aéronautique. Cet intérêt a, au début des années 2000, dopé le marché, qui a dépassé en 2010 le seuil des dix milliards de dollars américains (USD), soutenu par une croissance annuelle globale de 13,6 % de 2001 à 2012, et devrait atteindre 14,8 milliards USD avant la fin 2015. Dans ce marché, la part de l'éclairage augmente régulièrement de 2008 à 2014 et devrait se stabiliser en 2018, alors que la part du rétro-éclairage devrait décroître dès 2014 en raison d'évolutions techniques.
La part destinée à l'automobile semble dans les années 2010-2015 stable (environ 10 % du marché global) et pourrait le rester jusqu'à 2020. Les LED ont d'abord équipé des véhicules de luxe (Audi, Mercedes) puis de moyenne gamme (Seat Léon, Volkswagen Polo en 2014).
En 2016, les principaux fabricants sur ce marché sont Nichia et Toyoda Gosei au Japon, notamment pour les LED GaN de « forte » puissance (plus de 1 watt), Philips Lumileds Lighting Company et OSRAM Opto Semiconductors GmbH en Europe, Cree et General Electric aux États-Unis. Samsung Electronics et Seoul Semiconductor (en) produisent des LED pour l'automobile.

## Mécanisme d'émission
La recombinaison d'un électron et d'un trou d'électron dans un semi-conducteur conduit à l'émission d'un photon. En effet, la transition d'un électron entre la bande de conduction et la bande de valence peut se faire avec la conservation du vecteur d'onde {\displaystyle {\vec {k}}}. Elle est alors radiative (émissive) c'est-à-dire accompagnée de l'émission d'un photon. Dans une transition émissive, l'énergie du photon créé est donnée par la différence des niveaux d'énergie avant (Ei) et après (Ef) la transition :
{\displaystyle h\nu =E_{i}-E_{f}}(eV)
Une diode électroluminescente est une jonction P-N qui doit être polarisée en sens direct lorsqu'on veut émettre de la lumière. Le potentiel imposé aux bornes doit être supérieur à celui imposé par la jonction P-N. La plupart des recombinaisons sont radiatives. La face émettrice de la LED est la zone P car c'est la plus radiative.

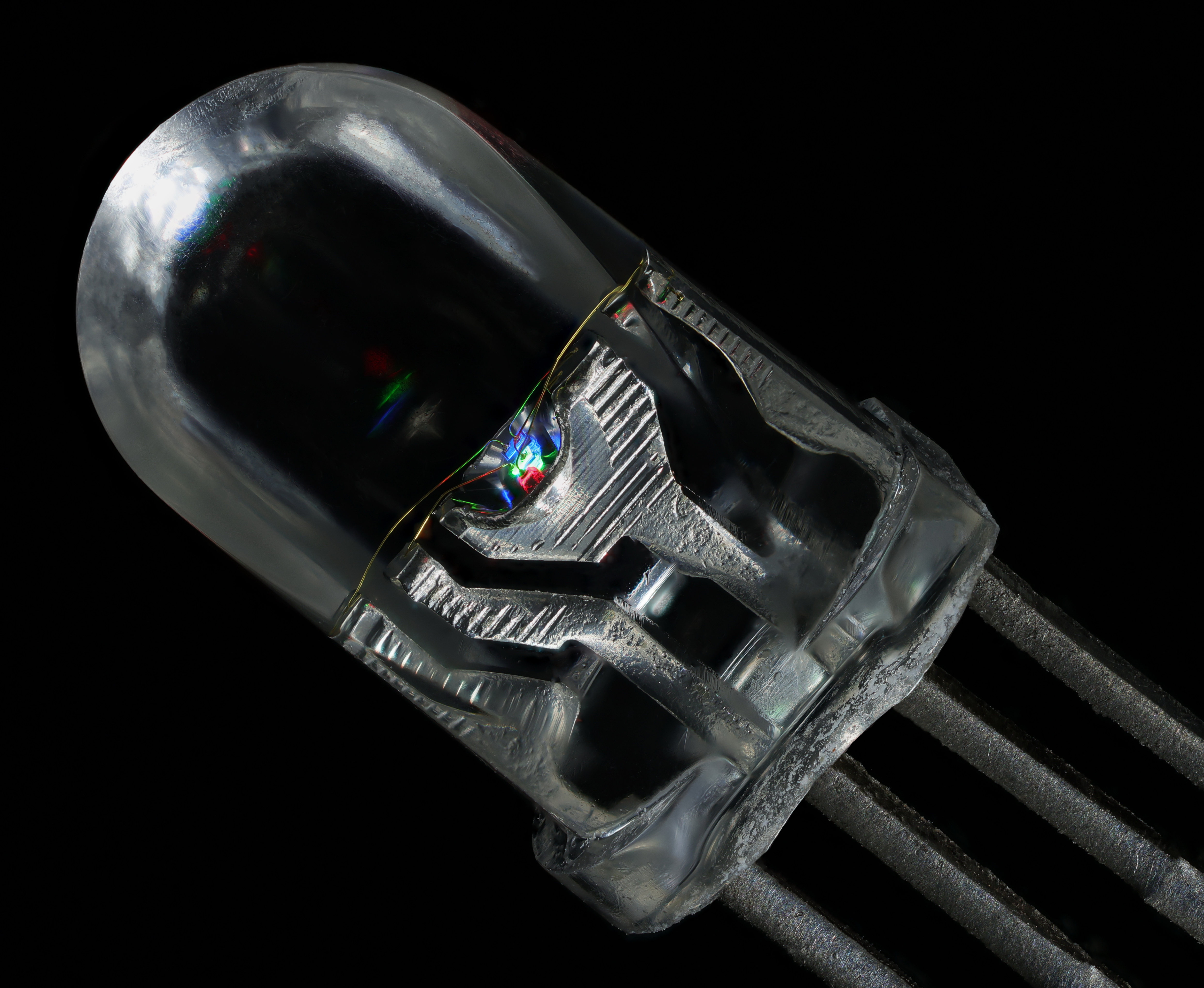
Gros-plan d'une diode électroluminescente rouge-vert-bleu à 4 pôles.
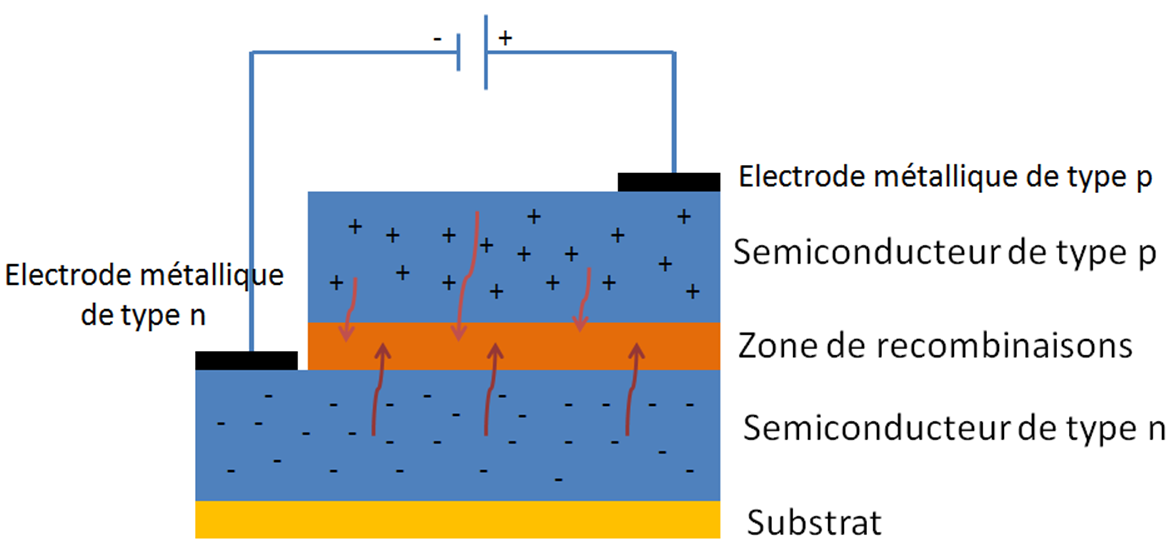
Fonctionnement d'une LED.

## Techniques de fabrication
La longueur d'onde du rayonnement émis dépend de la largeur de la « bande interdite » et donc du matériau utilisé. Toutes les valeurs du spectre lumineux peuvent être atteintes avec les matériaux actuels. L'infrarouge est obtenu grâce à l'arséniure de gallium (GaAs) dopé au silicium (Si) ou au zinc (Zn). Les fabricants proposent de nombreux types de diodes aux propriétés différentes. Les diodes à l'arséniure de gallium sont les plus économiques et les plus utilisées. Les diodes à l'arséniure de gallium-aluminium (AlGaAs) offrent une plus grande puissance de sortie mais nécessitent une tension directe plus élevée et ont une longueur d'onde plus courte (< 950 nm, ce qui correspond au maximum de sensibilité des détecteurs au silicium) ; elles présentent une bonne linéarité jusqu'à 1,5 A. Enfin, les diodes à double hétérojonction (DH) AlGaAs offrent les avantages des deux techniques précédentes (faible tension directe) avec des temps de commutation très courts (durée nécessaire pour qu'un courant croisse de 10 % à 90 % de sa valeur finale ou pour décroître de 90 % à 10 %), permettant des débits de données très élevés dans les transmissions de données numériques par fibres optiques. Les temps de commutation dépendent de la capacité de la jonction dans la diode.

## Efficacité lumineuse

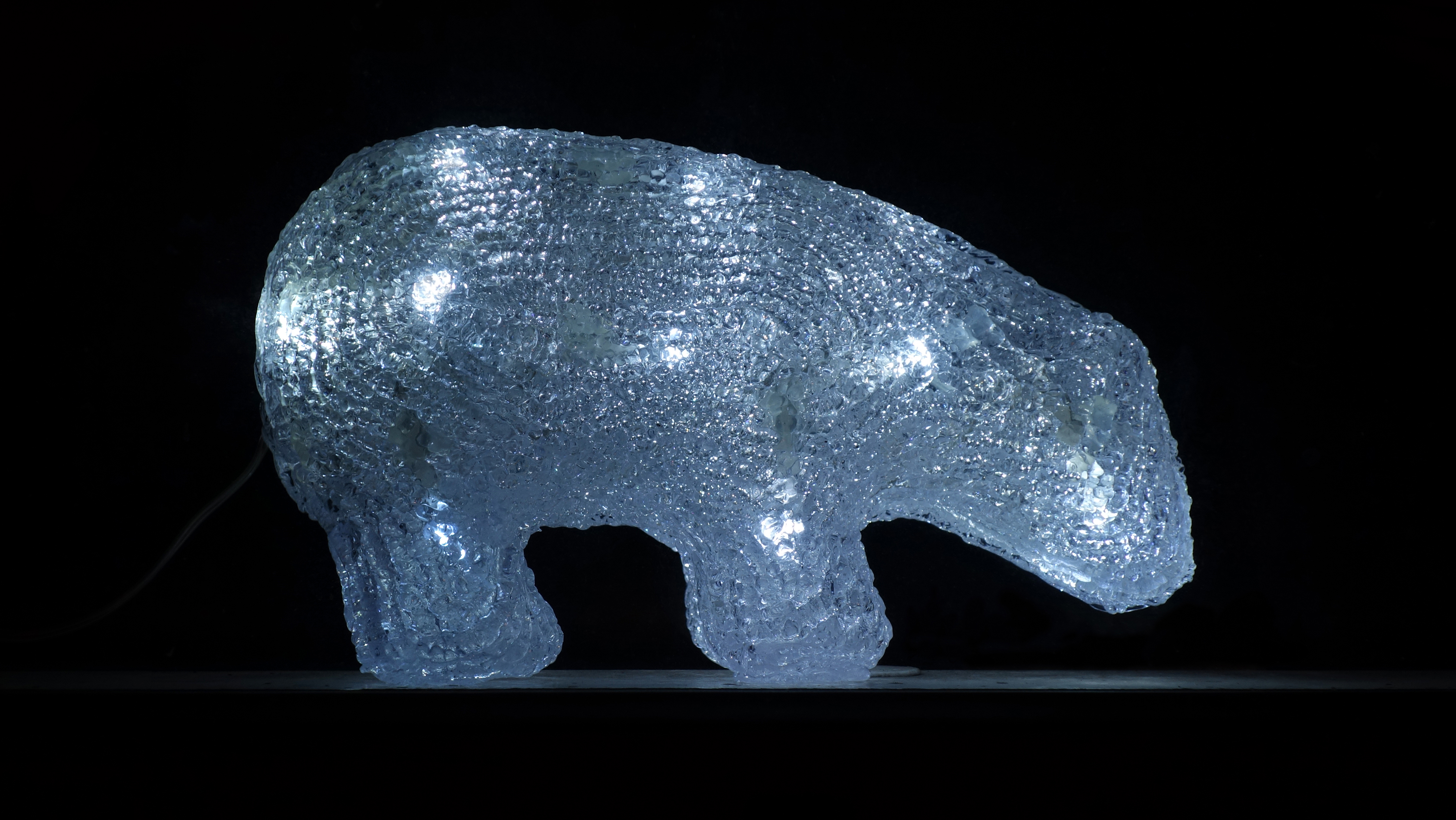
Un ours éclairé par des diodes électroluminescentes.

L'efficacité lumineuse varie selon le type de diodes, de 20 à 100 lm/W, et atteint en laboratoire 200 lm/W. Une grande disparité de performances existe selon la couleur (température de couleur pour le blanc), la puissance ou encore la marque. Les diodes bleues n'excèdent pas 30 lm/W alors que les vertes ont une efficacité lumineuse atteignant 100 lm/W.
La limite théorique d'une source qui transformerait intégralement toute l'énergie électrique en lumière visible est de 683 lm/W, mais il faudrait qu'elle possède un spectre monochromatique de longueur d'onde 555 nm. L'efficacité lumineuse théorique d'une LED blanche est de l'ordre de 250 lm/W. Ce chiffre est inférieur à 683 lm/W du fait que le maximum de sensibilité de l'œil se situe vers 555 nm.
L'efficacité lumineuse des LED blanches de dernière génération est supérieure à celle des lampes à incandescence mais aussi à celle des lampes fluocompactes ou encore de certains modèles de lampes à décharge. Le spectre de la lumière émise est presque intégralement contenu dans le domaine du visible (les longueurs d'onde sont comprises entre 400 nm et 700 nm). Contrairement aux lampes à incandescence et aux lampes à décharge, les diodes électroluminescentes n'émettent quasiment pas d'infrarouge, sauf celles fabriquées spécifiquement dans ce but.
L'efficacité lumineuse dépend de la conception de la LED. Pour sortir du dispositif (semi-conducteur puis enveloppe externe en époxy), les photons doivent traverser (sans être absorbés) le semi-conducteur, de la jonction jusqu'à la surface, puis traverser la surface du semi-conducteur sans subir de réflexion et, notamment, ne pas subir la réflexion totale interne qui représente la grosse majorité des cas. Une fois arrivé dans l'enveloppe externe en résine époxy (quelquefois teintée pour des raisons pratiques et non pour des raisons optiques), la lumière traverse les interfaces vers l'air à incidence proche de la normale ainsi que le permet la forme de dôme avec un diamètre bien plus grand que la puce (3 à 5 mm au lieu de 300 µm). Dans les diodes électroluminescentes de dernière génération, notamment pour l'éclairage, ce dôme plastique fait l'objet d'une attention particulière car les puces sont plutôt millimétriques dans ce cas et le diagramme d'émission doit être de bonne qualité. À l'inverse, pour des gadgets, on trouve des LED quasiment sans dômes.

### Effet Auger
Aux fortes intensités, l'efficacité lumineuse des LED chute au cours de leur vie. Il a été suspecté en 2007-2008,, mieux compris en 2010-2011, puis confirmé début 2013 que cette diminution est attribuable à un « effet Auger » qui dissipe une partie de l'énergie sous forme de chaleur,. Des projets de recherche visent à limiter ou contrôler cet effet.

## Caractéristiques techniques

### Forme

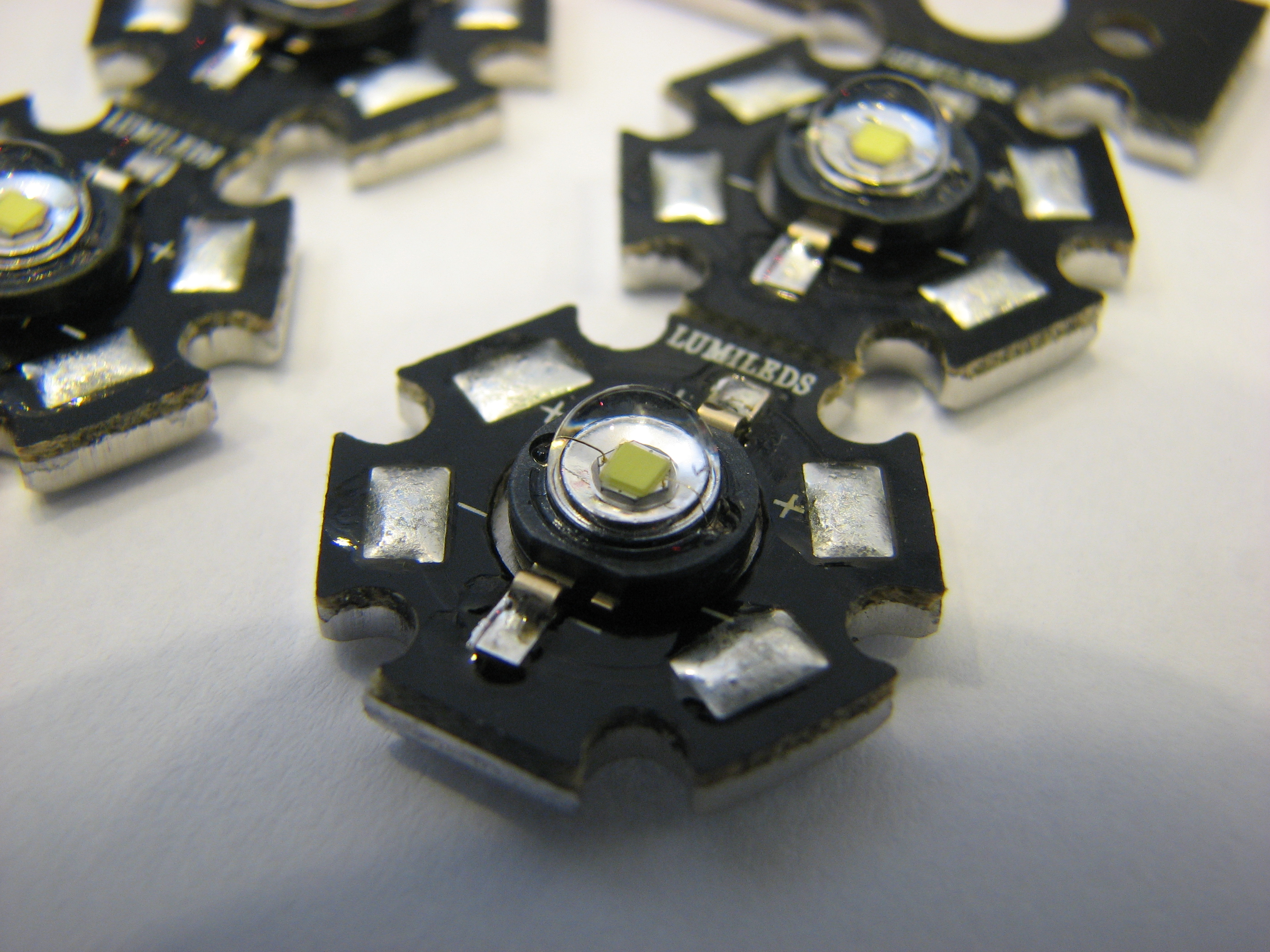
Lampe à LED de 1 W.

Ce composant peut être encapsulé dans divers boîtiers destinés à canaliser le flux de lumière émis de façon précise : cylindrique à bout arrondi en 3, 5, 8 et 10 mm de diamètre, cylindrique à bout plat, ou de forme plate (LED SMD), rectangulaire, sur support coudé, en technologie traversante ou à monter en surface (composant monté en surface, CMS).
Les LED de puissance ont des formes plus homogènes : la Luxeon 1 W ci-contre est assez représentative. Ces types de LED sont également disponibles en version « multicœur », « multipuces », ou « multichips » en anglais, dont la partie émissive est composée de plusieurs puces semi-conductrices.
L'enveloppe transparente, ou « capot », est généralement en résine époxy, parfois colorée ou recouverte de colorant.

### Luminosité
L'intensité lumineuse des diodes électroluminescentes basse puissance est assez faible, mais suffisante pour la signalisation sur tableau ou appareils, voire en montage de multiples unités dans les feux de circulation (feux tricolores, passages piétons). Les bleues sont également suffisamment puissantes pour signaliser les bords de route, la nuit, aux abords des villes.
Les LED de puissance sont aussi utilisées dans la signalisation maritime comme sur les bouées permanentes. Deux de ces diodes sont situées l'une par-dessus l’autre et suffisent à un éclairement important et visible par les bateaux de nuit.

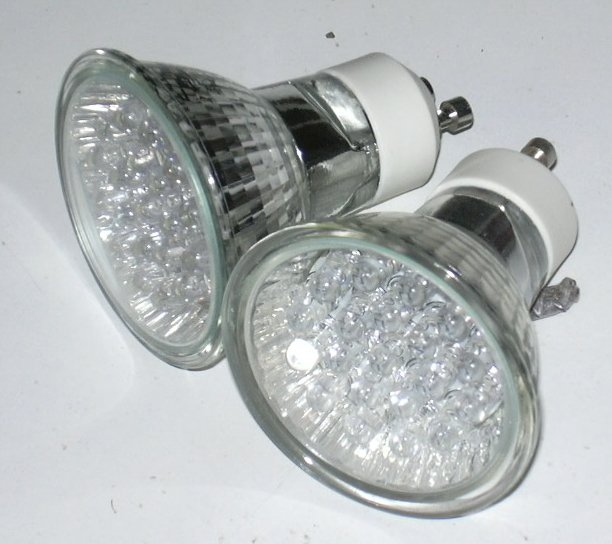
Lampes à diode électroluminescente.

Des LED de forte puissance ont vu le jour au début des années 2000. Dans la première décennie du XXIe siècle, des rendements lumineux d'environ 130 lumens/watt sont ainsi atteints. Par comparaison, les ampoules à filament de tungstène de 60 W atteignent un rendement lumineux d'environ 15 lumens/watt et le rendement lumineux maximum théorique étant de 683 lumen par watt (découlant de la définition de la candela et du lumen).
Les LED sont, dès 2014, suffisamment puissantes pour servir d'éclairage principal dans le secteur de l'automobile. Employées d'abord pour les feux de position, stop, clignotants ou de recul, celles-ci remplaceront certainement, à terme, toutes les lampes à incandescence.

### Couleurs

Spectres LED pour divers semi-conducteurs

La couleur de la lumière d'une diode électroluminescente peut être produite de différentes manières, :
- couleur due à la nature du semi-conducteur (capot transparent) : la longueur d'onde émise correspond directement au gap du matériau utilisé ;
- coloration modifiée par le capot de la diode (émission bleue ou UV + revêtement à base de luminophores) ;
- coloration par plusieurs émissions de longueur d'onde différentes (diodes électroluminescentes polychromatiques). Elles permettent notamment de proposer une vaste gamme de couleurs[28].

Voici quelques colorations en fonction du semi-conducteur utilisé :
| Couleur     | Longueur d'onde (nm)           | Tension de seuil (V) | Semi-conducteur utilisé                                                                             |
| ----------- | ------------------------------ | -------------------- | --------------------------------------------------------------------------------------------------- |
| Infrarouge  | λ > 760                        | ΔV < 1,63            | arséniure d'aluminium-gallium (AlGaAs) Phosphure d'indium (InP)                                     |
| Rouge       | 610 < λ < 760                  | 1,63 < ΔV < 2,03     | arséniure d'aluminium-gallium (AlGaAs) phospho-arséniure de gallium (GaAsP)                         |
| Orange      | 590 < λ < 610                  | 2,03 < ΔV < 2,10     | phospho-arséniure de gallium (GaAsP)                                                                |
| Jaune       | 570 < λ < 590                  | 2,10 < ΔV < 2,18     | phospho-arséniure de gallium (GaAsP)                                                                |
| Vert        | 500 < λ < 570                  | 2,18 < ΔV < 2,48     | nitrure de gallium (GaN) phosphure de gallium (GaP)                                                 |
| Bleu        | 450 < λ < 500                  | 2,48 < ΔV < 2,76     | séléniure de zinc (ZnSe) nitrure de gallium-indium (InGaN) carbure de silicium (SiC)                |
| Violet      | 400 < λ < 450                  | 2,76 < ΔV < 3,1      | nitrure de gallium-indium (InGaN)                                                                   |
| Ultraviolet | λ < 400                        | ΔV > 3,1             | diamant (C) nitrure d'aluminium (AlN) nitrure d'aluminium-gallium (AlGaN) Arséniure d'indium (InAs) |
| Blanc       | Chaude à froide, spectre large | ΔV = 3,5             | séléniure de zinc (ZnSe) nitrure d'aluminium-gallium (AlGaN)                                        |

On peut remarquer dans le tableau ci-dessus qu'en multipliant la longueur d'onde λ par la tension de seuil de la diode, on obtient chaque fois une valeur proche de 1240. Cette valeur est à rapprocher de l'énergie d'un photon exprimée en électronvolt.
En exprimant la longueur d'onde en nanomètre (nm) et la tension de seuil en volt, on a :
{\displaystyle Tseuil={\frac {1239,841875}{\lambda }}} proche de {\displaystyle {\frac {1240}{\lambda }}}
Pour le blanc, on ne parle pas de longueur d'onde mais de température de couleur proximale. Celle des diodes électroluminescentes est assez variable en fonction du modèle.

### Modules communs
| Module | Dimensions (mm x mm) | Puissance (watt) | Flux lumineux (lumen) | Index couleur (Ra) | Intensité (candela) | Angle (degrés) | radiateur (oui / non) | Efficience (minimum) (lm/W) | Efficience (maximum) (lm/W) | Couleurs          |
| ------ | -------------------- | ---------------- | --------------------- | ------------------ | ------------------- | -------------- | --------------------- | --------------------------- | --------------------------- | ----------------- |
| 8520   | 8,5 x 2,0            | 0,5 & 1          | 55-60                 | 80                 |                     |                |                       | 110                         | 120                         | Monochrome        |
| 7020   | 7,0 x 2,0            | 0,5 & 1          | 40-55                 | 75-85              |                     |                |                       | 80                          | 110                         | Monochrome        |
| 7014   | 7,0 x 1,4            | 0,5 & 1          | 35-50                 | 70-80              |                     |                |                       | 70                          | 100                         | Monochrome        |
| 5736   | 5,7 x 3,6            | 0,5              | 40-55                 | 80                 | 15-18               | 120            | non                   | 80                          | 110                         |                   |
| 5733   | 5,7 x 3,3            | 0,5              | 35-50                 | 80                 | 15-18               | 120            | non                   | 70                          | 100                         |                   |
| 5730   | 5,7 x 3,0            | 0,5              | 30-45                 | 75                 | 15-18               | 120            | non                   | 60                          | 90                          |                   |
| 5630   | 5,6 x 3,0            | 0,5              | 30-45                 | 70                 | 18.4                | 120            | non                   | 60                          | 90                          |                   |
| 5060   | 5,0 x 6,0            | 0,2              | 26                    |                    |                     |                | non                   | 130                         |                             | Monochrome        |
| 5050   | 5,0 x 5,0            | 0,2              | 24                    |                    |                     |                | non                   | 120                         |                             | Monochrome ou RGB |
| 4014   | 4,0 x 1,4            | 0,2              | 22-32                 | 75-85              |                     |                |                       | 110                         | 160                         |                   |
| 3535   | 3,5 x 3,5            | 0,5              | 35-42                 | 75-80              |                     |                |                       | 70                          | 84                          |                   |
| 3528   | 3,5 x 2,8            | 0,06-0,08        | 4-8                   | 60-70              | 3                   | 120            | non                   | 70                          | 100                         |                   |
| 3258   | 3,2 x 5,8            |                  |                       |                    |                     |                |                       |                             |                             |                   |
| 3030   | 3,0 x 3,0            | 0,9              | 110-120               |                    |                     |                |                       | 120                         | 130                         |                   |
| 3020   | 3,0 x 2,0            | 0,06             | 5,4                   |                    | 2,5                 | 120            | non                   | 80                          | 90                          |                   |
| 3014   | 3,0 x 1,4            | 0,1              | 9-12                  | 75-85              | 2,1-3,5             | 120            | oui                   | 90                          | 120                         |                   |
| 2835   | 2,8 x 3,5            | 0,2              | 14-25                 | 75-85              | 8,4-9,1             | 120            | oui                   | 70                          | 125                         |                   |
| 1206   | 1,2 x 0,6            |                  | 3-6                   | 55-60              |                     |                |                       |                             |                             |                   |
| 1104   | 1,1 x 0,4            |                  |                       |                    |                     |                |                       |                             |                             |                   |

### Câblage et alimentation électrique
Comme toutes les diodes, les diodes électroluminescentes sont polarisées, elles présentent un « sens passant » et un « sens bloquant ». Dans le sens bloquant, la tension d'avalanche est plus faible que sur une diode dite de redressement. Dans le sens passant, on trouve un effet de seuil et un courant nominal à ne pas dépasser : on raccorde le pôle « - » à la cathode « - » et donc le pôle « + » à l'anode « + ». Les diodes à dôme basse puissance ont généralement trois détrompeurs : la cathode est plus courte, l'électrode à l'intérieur du dôme est plus grosse et le bord extérieur du dôme est plat. Inversement, l'anode est plus longue, l'électrode à l'intérieur du dôme est plus petite et le bord extérieur du dôme est arrondi (cf. illustration).

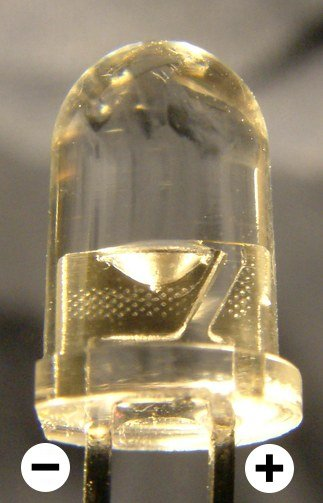
Gros-plan d'une diode électroluminescente.
L'anode et la cathode d'une LED. Les signes indiquent la polarisation (courant conventionnel) lorsque la diode est utilisée en sens direct.

Sur tous les modèles et pour toutes les puissances, il est indispensable de ne pas dépasser l'intensité admissible (typiquement : 10 à 30 mA pour une LED de faible puissance et de l'ordre de 350 à 1 000 mA pour une LED de forte puissance). On intercale pour cette raison un circuit limiteur de courant, souvent une résistance en série pour les faibles puissances. Les données du fabricant permettent de calculer la résistance en fonction de cette intensité désirée I, de Valim la tension d'alimentation, de VLED la tension directe de la LED et du nombre n de LED en série (loi d'Ohm : R = (Valim - n × VLED) / I). On peut regrouper plusieurs diodes dans un schéma série ou série-parallèle : les tensions directes s'additionnant en mode série ; ce qui permet de diminuer la résistance en série et donc d'augmenter le rendement du dispositif. Le courant maximal admissible est multiplié par le nombre de diodes en parallèle.
Une méthode peu dispendieuse en énergie et adaptée aux plus forte puissances consiste à utiliser un circuit de régulation du courant construit sur des principes analogues à ceux mis en œuvre dans les alimentations électriques à découpage. Cette méthode est employée pour les lampes LED d'éclairage, le circuit est intégré dans les culots des lampes.
Pour conserver leurs caractéristiques colorimétriques (température de couleur proximale, IRC…), il est primordial d'apporter un soin particulier à l'alimentation électrique des LED.

### Points forts et faiblesses

#### Avantages
- Petite taille : on peut par exemple construire des LED de la taille d'un pixel (ce qui ouvre la possibilité d'utiliser des diodes pour construire des écrans de haute résolution).
- Facilité de montage sur un circuit imprimé, traditionnel ou composant monté en surface (CMS).
- Consommation inférieure aux lampes à incandescence et du même ordre de grandeur que les tubes fluorescents.
- Excellente résistance mécanique (chocs, écrasement, vibrations).
- Taille beaucoup plus réduite que les lampes classiques, ce qui offre la possibilité de réaliser des sources de lumière très ponctuelles, de faible à très faible consommation électrique (quelques dizaines de milliwatts) et avec un bon rendement. En assemblant plusieurs LED, on peut réaliser des éclairages avec des formes novatrices.
- Durée de vie (20 000 à 50 000 heures environ) beaucoup plus longue qu'une lampe à incandescence (1 000 heures) ou qu'une lampe halogène (2 000 heures), mais du même ordre de grandeur que les lampes fluorescentes (5 000 à 70 000 heures). Les lampes puissantes voient leur durée de vie limitée, mais pouvant néanmoins atteindre 10 000, voire 15 000 heures selon le type d'utilisation qui en est fait[33][source insuffisante],[34].
- Fonctionnement en très basse tension (TBT), gage de sécurité et de facilité de transport. Pour les campeurs, des lampes de poche à LED peuvent être actionnées par une simple dynamo à main (« lampe à manivelle ») de mouvement lent.
- En matière de sécurité, par rapport aux systèmes lumineux classiques, l'inertie lumineuse est quasiment nulle. Elles s'allument et s'éteignent en un temps très court, ce qui permet l'utilisation en transmission de signaux à courte distance (optocoupleurs) ou longue (fibres optiques). Les LED atteignent immédiatement leur intensité lumineuse nominale.
- Les LED classiques de 5 mm ne chauffent presque pas. Pour les montages de puissance supérieure à 1 W, il faut prévoir une dissipation de la chaleur, faute de quoi la diode sera fortement endommagée, voire détruite du fait de l'échauffement. En effet, une diode électroluminescente convertit environ 20 % de l'énergie électrique en lumière, le reste étant dégagé sous forme de chaleur.
- Les LED RVB (rouge-vert-bleu) permettent des mises en valeur colorées avec des possibilités de variations sans limite.

#### Inconvénients

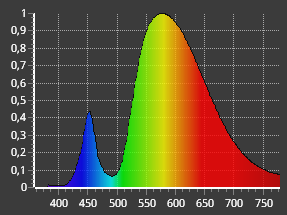
Spectre du rayonnement émis par une lampe à LED blanche.

- L'indice de rendu de couleur (IRC) s'est amélioré depuis 2010. Les LED dites blanches sont généralement des LED bleues ou émettant dans l'UV, dont une partie de la lumière produite est transformée par fluorescence en lumière jaune au moyen d'un luminophore qui est souvent un grenat d'yttrium et d'aluminium dopé par des ions de terres rares tels que le cérium trivalent Ce3+ (d'autres matériaux luminescents pouvant être utilisés pour produire un blanc plus chaud)[35],[36] : le spectre est moins régulier que celui d'une lampe halogène. Plus rarement, le blanc est obtenu au moyen de trois diodes de couleurs différentes.
- Les LED, comme tout composant électronique, ont des limites maximales de température de fonctionnement, de même que certains composants passifs constitutifs de leur circuit d'alimentation (comme les condensateurs chimiques qui s'échauffent en fonction du courant efficace), ce qui conditionne en partie la durée de vie des lampes à LED. La dissipation thermique des composants des ampoules à LED est un facteur limitant leur montée en puissance, notamment en assemblages multipuces[37]. Les recherches portent sur des moyens de limiter la température et de mieux dissiper la chaleur des LED de puissance (par exemple pour des lampadaires ou phares automobiles)[37],[38].
- Selon le constructeur Philips, l'efficacité lumineuse de certaines LED baisse rapidement (comme pour la plupart des technologies lumineuses) pour ne plus produire en fin de vie que 20 % de la quantité de lumière initiale, mais pour les LED les plus performantes du marché, la quantité de lumière produite en fin de vie serait encore d'au moins 70 %[note 1]. La température accélère la baisse de l'efficacité lumineuse. Philips précise que la couleur peut varier sur certaines LED blanches et tirer sur le vert en vieillissant[39].

#### Perspectives
En octobre 2016, le Laboratoire d'électronique et de technologie de l'information (LETI) du CEA et son voisin, l'Institut des nanosciences et cryogénie (INAC), mettent au point une diode électroluminescente quatre fois moins chère à produire et produisant trois fois plus de lumière,,.

## Utilisations

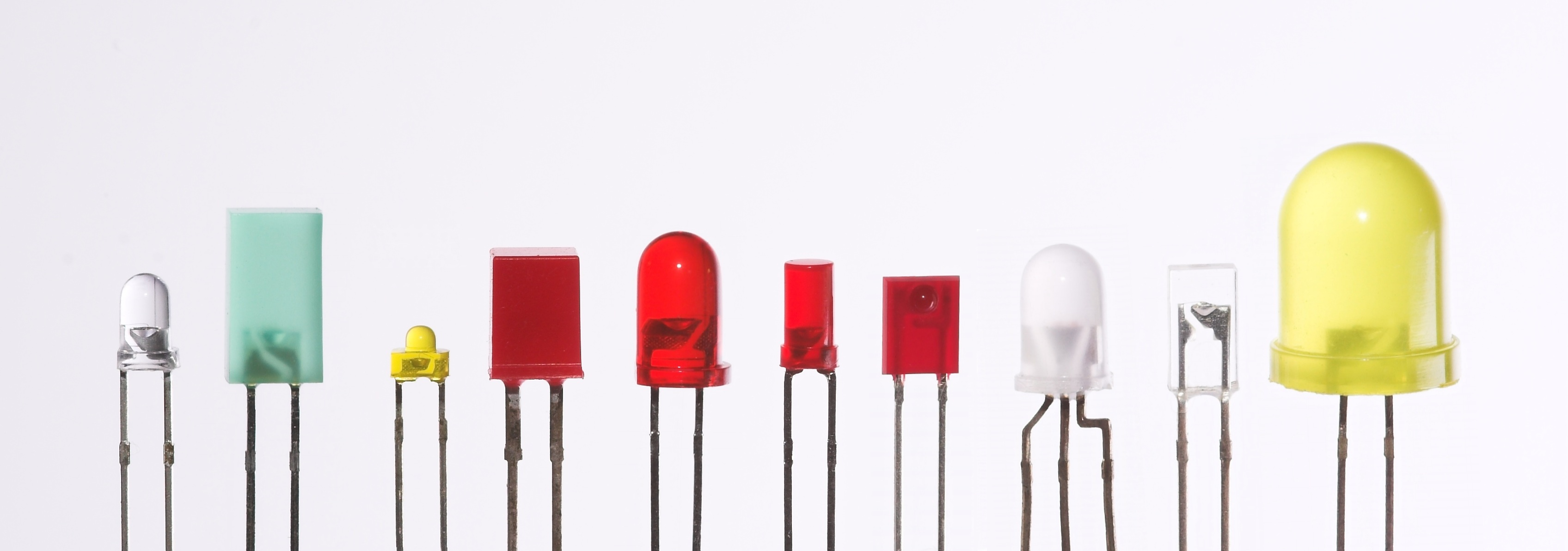
Différents types de LED.

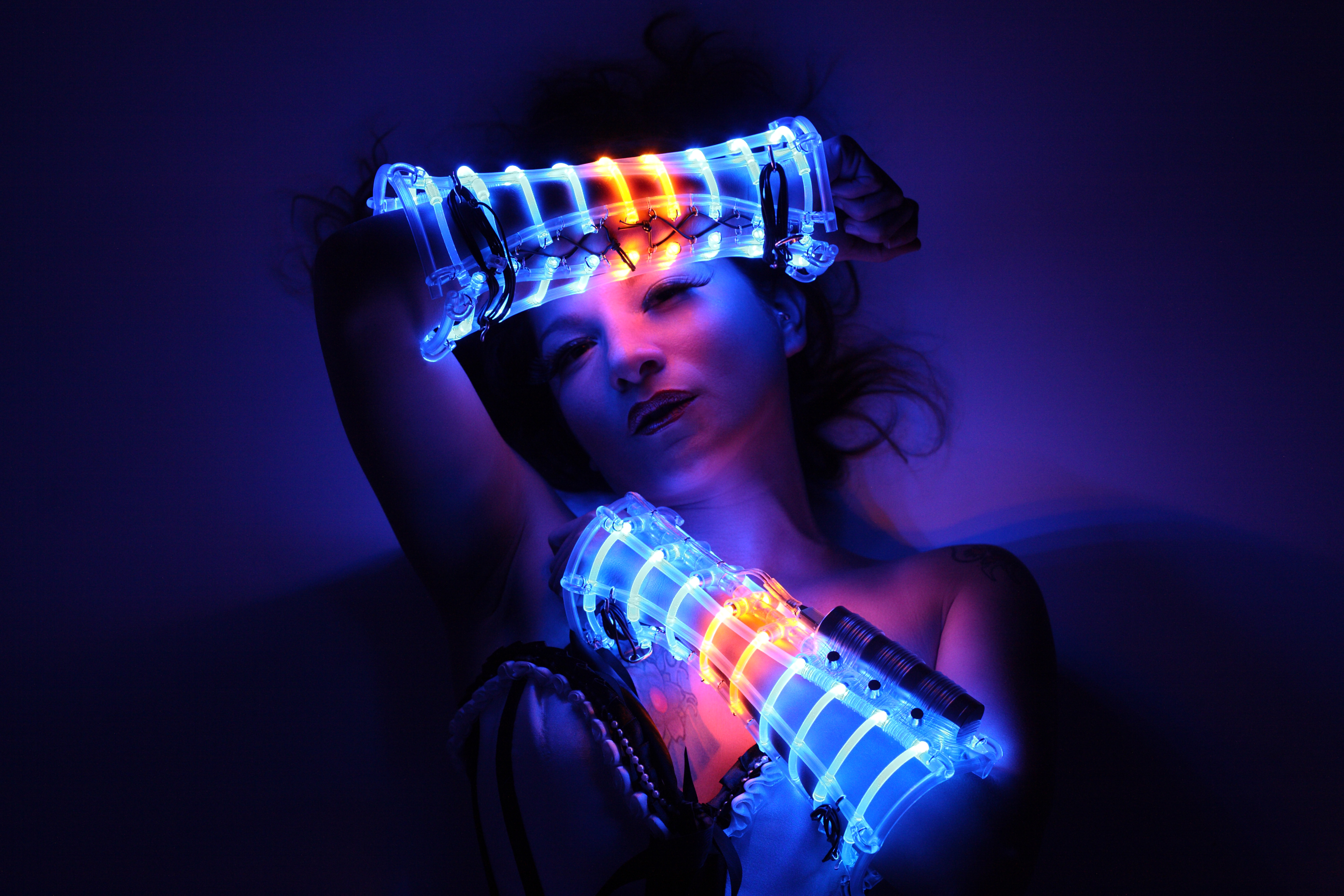
Costume LED.

### Familles
Il existe plusieurs manières de classer les diodes semi-électroluminescentes :

#### Classement selon la puissance
La première est un classement par puissance :
- les diodes électroluminescentes de faible puissance < 1 W. Ce sont les plus connues du grand public car elles sont présentes dans notre quotidien depuis des années. Ce sont elles qui jouent le rôle de voyant lumineux sur les appareils électroménagers par exemple ;
- les LED de forte puissance > 2 W. Elles sont en plein essor dans les années 2010 et leurs applications sont de plus en plus connues du grand public : flash de téléphones portables, éclairage domestique, éclairage de spectacle, lampe de poche ou frontales… Le principe de fonctionnement est identique. Certaines différences significatives existent entre les deux familles, consacrées chacune à un champ d'application spécifique.

#### Classement selon le spectre d'émission
Une autre manière de les classer est de considérer la répartition de l'énergie dans la gamme de longueur d'onde couvrant le visible (longueurs d'onde de l'ordre de 380 à 780 nm) ou l'invisible (principalement l'infrarouge). La raison de la distinction réside dans le fait que certaines diodes peuvent servir à éclairer :
- les chromatiques : l'énergie est concentrée sur une plage étroite de longueur d'onde (20 à 40 nm). Ces sources ont un spectre quasiment monochromatique ;
- les blanches : l'énergie est répartie dans le visible sur toute la gamme de longueurs d'onde (380 à 780 nm environ) ;
- les infrarouges : l'énergie est émise hors du spectre de la lumière visible (au-delà de 700 nm de longueur d'onde). Elles sont utilisées pour transmettre des signaux de télécommandes ou pour de la télémesure exploités par exemple dans la détection de position des consoles de jeux telles que la Wii, ou servir d'éclairage pour les caméras infrarouge, etc.

#### Autres classements
D'autres classements sont possibles, par exemple selon le caractère monopuce ou multipuce, la durée de vie, la consommation d'énergie ou encore la robustesse en cas de sollicitations sous contraintes (comme pour certains matériels industriels, militaires, spatiaux…).

### Diodes électroluminescentes ordinaires

#### Éclairage
- Signalisation routière, éclairage de voitures, motos, camions ou de bicyclettes.
- Signalisation ferroviaire.
- Éclairage invisible pour caméras de surveillance (dans l'infrarouge).
- Luminaires et éclairage public (plus récemment), avec par exemple Los Angeles, première métropole qui a remplacé ses 140 000 ampoules d'éclairage urbain par des diodes électroluminescentes de 2009 à 2014, ce qui devrait réduire de l'équivalent de 40 500 tonnes de carbone les émissions annuelles de cette ville (soit l'équivalent des émissions de 6 700 voitures)[43]. Après le remboursement de l'investissement, la ville pense aussi diminuer ses charges d'éclairage en économisant annuellement 10 millions de dollars[43].

#### Affichage

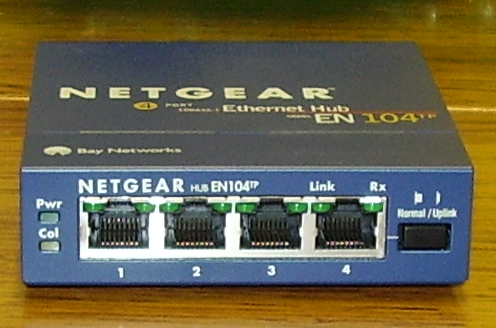
Un hub Ethernet à 4 ports, équipé de deux LED vertes sur chacune des quatre prises RJ-45, sur la gauche une LED verte de mise sous tension et une LED jaune d'indication de collision

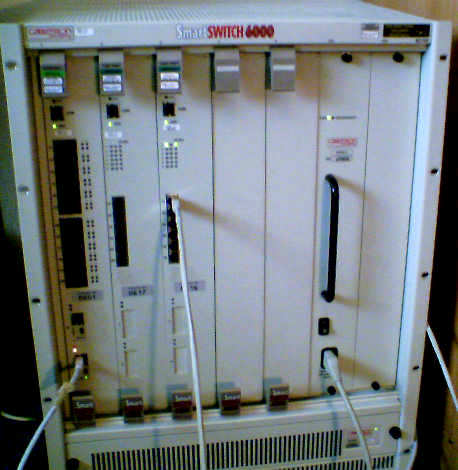
Diodes vertes et rouges allumées dans un switch modulaire professionnel Cabletron SmartSwitch 6000 (2000).

- Signalisation d'état d'appareils divers (lampes témoins en face avant ou sur le circuit, tableaux de bord de voitures, équipements de sécurité).
- Affichage alphabétique ou numérique d'appareils de mesure, de calculatrices, d'horloges.
- Affichages de niveaux de mesures (niveaux de cuves, VU-mètres).
- Affichage statique ou dynamique de messages (journaux lumineux).

#### Source de lumière quasi monochromatique
- Photocoupleur.
- Transmission de signaux par fibre optiques.
- Télécommandes (LED infrarouges).
- Cellules photoélectriques (LED infrarouges).
- Faisceau laser pour les appareils de mesure.
- Faisceau laser pour la lecture et la gravure des CD et DVD.
- Luminothérapie contre l'acné.
- Photobiomodulation par LED

### Diodes électroluminescentes blanches
L'amélioration du rendement des LED permet de les employer en remplacement de lampes à incandescence ou fluorescence, à condition de les monter en nombre suffisant :
- LED noyées dans le bitume pour la matérialisation des pistes la nuit ou par temps de brouillard ;
- signalisation portative individuelle (piéton, cycliste) ;
- éclairages de sécurité ;
- éclairage de courte portée portatif ;
- feux de signalisation automobile ou motocycliste (clignotant, veilleuses, feux de position) ;
- signalisation ferroviaire (feu blanc, feu blanc clignotant et œilleton notamment, sur le réseau ferré national) ;
- éclairage stroboscopique ;
- lampes de poche à piles ou accumulateur à génératrice de recharge incorporé ;
- lampes de balisage des jardins alimentées par panneaux solaires photovoltaïques.

En 2006, le groupe américain Graffiti Research Lab a lancé le mouvement Led throwies (« lancer de LED ») qui consiste à égayer les lieux publics en ajoutant de la couleur sur des surfaces magnétiques. Pour ceci, on combine une LED, une pile au lithium et un aimant, et on lance l'ensemble sur une surface magnétique.
Les LED sont utilisées pour réaliser des écrans vidéo de très grande taille (plateaux TV salon dans des grands halls, stade…).
Le rétroéclairage de l'écran par des diodes électroluminescentes permet de fabriquer des écrans plus fins, plus lumineux, ayant une étendue colorimétrique plus importante et plus économes que son prédécesseur ACL à rétroéclairage par tube fluorescent (technologie CCFL).

## Santé

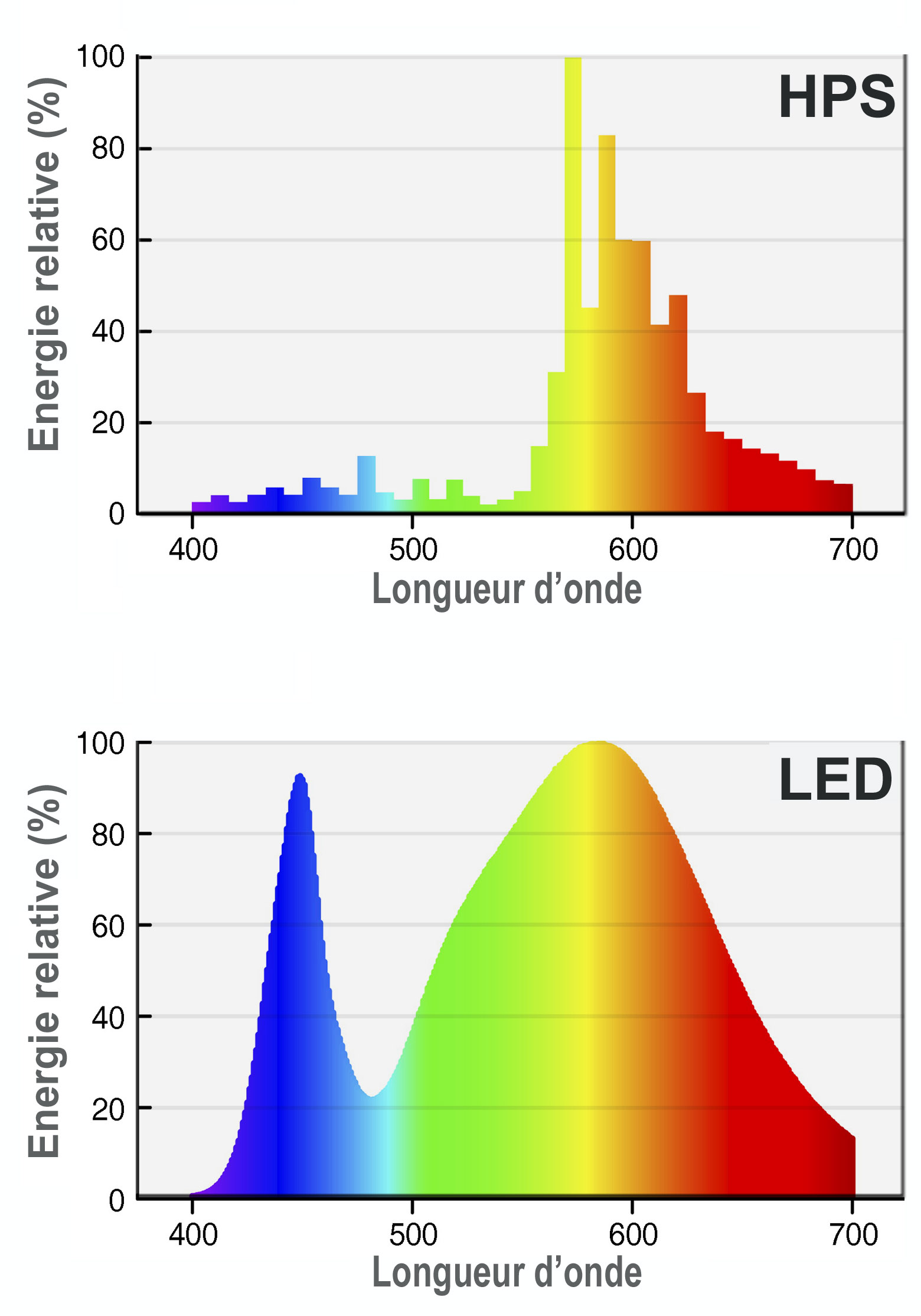
Spectres de lampes 1) sodium haute pression et 2) LED testées selon leur caractère plus ou moins attractif sur les insectes (l'étude a montré que le spectre lumineux de la LED était beaucoup plus attractif pour les insectes).

La méthode la plus rentable économiquement pour fabriquer des LED consiste à combiner une diode émettant une longueur d'onde courte (dans le bleu) avec un luminophore jaune pour produire de la lumière blanche ; La lumière bleue est particulièrement connue pour perturber l'horloge circadienne,.
Sur cette question, en France, l'Agence nationale de sécurité sanitaire de l'alimentation, de l'environnement et du travail (ANSES) recommande de ne plus commercialiser auprès du grand public que les LED ne présentant pas de risque lié à la lumière bleue, ainsi qu'une mise à jour de la norme franco-européenne NF EN 62 471,,.

## Environnement
Le bilan environnemental des diodes électroluminescentes est discuté, car leur développement considérable pourrait augmenter les tensions sur le marché de certaines ressources non renouvelables (terres rares ou métaux précieux) et parce que la conversion des éclairages urbains aux LED semble souvent susciter une augmentation de l'illumination globale du ciel nocturne, et donc de la pollution lumineuse, visible depuis l'espace.
En contrepartie, les LED ont un fort potentiel d'économies d'énergie, si leur utilisation est raisonnée pour éviter le risque d'effet rebond.

### Effets sur la faune
Des préoccupations concernent également l'impact sanitaire de lampes mal utilisées. Ainsi, selon une étude publiée en 2014 dans la revue Ecological Applications, alors que l'éclairage nocturne municipal et industriel a déjà changé la répartition des différentes espèces d'invertébrés autour des sources lumineuses et semble contribuer à la régression ou la disparition de nombreuses espèces de papillons, l'éclairage public tend à utiliser à grande échelle les diodes électroluminescentes. La question de l'impact des spectres lumineux des lampes prend donc de l'importance. Ces spectres lumineux ont récemment beaucoup changé, et ils changeront encore avec le développement des LED. Or, il apparaît que le spectre lumineux émis par les LED mises sur le marché dans les années 2000-2014 attire les papillons de nuit et certains autres insectes plus que la lumière jaune des ampoules à vapeur de sodium, en raison d'une sensibilité élevée de ces invertébrés nocturnes aux parts vert-bleue et UV du spectre. Des pièges lumineux à insectes volants équipés de LED capturent 48 % plus d'insectes que les mêmes pièges utilisant des lampes à vapeur de sodium, avec un effet également lié à la température de l'air (les invertébrés sont des animaux à sang froid, naturellement plus actifs quand la température s'élève). Lors de cette étude, plus de 20 000 insectes ont été capturés et identifiés : les espèces les plus fréquemment piégées étaient des papillons et des mouches.
Ces lampes sont froides et ne brûlent pas les insectes comme pouvaient le faire des lampes halogènes, mais le caractère très attractif des LED pour de nombreux invertébrés peut leur être fatal ; leur vol est perturbé et, dans la zone d'attraction, ils sont mis en situation de « piège écologique », car largement surexposés à des prédateurs de type araignées et chauve-souris, avec de possibles effets écologiques plus globaux si ces lampes étaient utilisées à grande échelle (perturbation des réseaux trophiques et possible renforcement des infestations de certaines cultures ou sylvicultures par des « ravageurs phytosanitaires » attirés par ces lampes, tels que le Bombyx disparate, qui est source de dégâts importants depuis qu'il a été introduit aux États-Unis et qui se montre très attiré par la lumière (les auteurs pointent les ports où un éclairage LED pourrait directement attirer des ravageurs ou des espèces exotiques envahissantes accidentellement apportées par des bateaux). Ces espèces anormalement favorisées pourraient à leur tour mettre en péril des espèces natives rares ou menacées.
L'étude de 2014 n'a pas pu conclure que manipuler la température de la couleur des LED diminuait leur impact, mais les auteurs estiment qu'utiliser des filtres ou une combinaison de LED rouges, vertes, et bleues pourrait peut-être diminuer cette attraction fatale, au prix d'une consommation électrique et d'énergie grise ou de terres rares accrue. Ils concluent qu'il existe un besoin urgent de recherche collaborative entre écologues et ingénieurs de la lumière pour minimiser les conséquences potentiellement négatives des développements futurs de la technologie LED. En amont, l'écoconception des LED pourrait faciliter le recyclage des lampes usagées et, en aval, le ré-usage de LED d'objets désuets ou en fin de vie. De même, des systèmes intelligents d'asservissement de l'éclairage aux besoins réels sont possibles : lampes équipées de filtres limitant les émissions dans le bleu-vert et le proche-UV, mieux bafflées, c'est-à-dire produisant moins de halo et moins éblouissantes, ne s'allumant qu'à l'intensité nécessaire et uniquement quand on en a besoin, via un processus d'éclairage intelligent comportant la détection de présence et de luminosité ambiante, si possible intégré dans un smart grid ou un système écodomotique plus global. En 2014, quatre villes, Bordeaux, Riga en Lettonie, Piaseczno en Pologne et Aveiro au Portugal testent ce type de solution dans le cadre du programme européen « LITES » (à l'installation, ces systèmes sont 60 % plus chers, mais ce surcoût doit être rapidement récupéré par les économies d'électricité et l'amélioration de la qualité de l'environnement nocturne).